# Pterolophia bottangensis
Pterolophia bottangensis là một loài bọ cánh cứng trong họ Cerambycidae.